# المركز الفلسطيني لأبحاث السياسات (مسارات)
المركز الفلسطيني لأبحاث السياسات والدراسات الإستراتيجية – مسارات هو مركزُ فكرٍ فلسطينيّ مستقلّ، يُعنى بصياغة بدائل السياسات وإعداد الدراسات والتحليلات الإستراتيجية المتعلّقة بالشأن الفلسطيني والعربي. يتّخذ المركز من مدينة البيرة مقرّاً رئيسياً، ويملك مكتباً فرعياً في غزة.

## النشأة والتأسيس
بدأت فكرة إنشاء المركز في تشرين الأول (أكتوبر) 2010 خلال اجتماع عُقد في العاصمة الأردنية عمّان بحضور ثلاثة عشر مؤسِّساً؛ وكان في مقدّمتهم رجل الأعمال والمثقّف الفلسطيني عبد المحسن القطّان، الذي وفّر أيضاً دعماً مالياً أساسياً للمركز. أُعلن عن مسارات رسمياً يوم 5 أيار (مايو) 2011.

## الرؤية والأهداف
يعتمد مسارات رؤيةً تقوم على «بلورة سياسات ودراسات إستراتيجية تُسهم في تضييق الفجوة بين المعرفة ودوائر صنع القرار»؛ كما يهدف إلى توفير تحليلاتٍ معمَّقة ومهنيّة لصنّاع القرار الفلسطيني، وتنظيم حلقات نقاش وحوارات وطنية حول القضايا الملحّة.

## البرامج والأنشطة
- برنامج الدراسات الفلسطينية
- برنامج القطان لدراسة المشروع الصهيوني
- برنامج الدراسات العربية والدولية
- مبادرات في الوحدة الوطنية، الشباب، المرأة، وبناء القدرات.[4]

يُنظّم المركز مؤتمره السنوي، وورش المحاكاة، وحلقات حوارية بمشاركة باحثين وسياسيين محليّين ودوليين.

## الإصدارات البارزة
- تقرير «سيناريوهات العدوان وإدارة الحكم في غزة» (أبريل 2025) الذي قدّم ستة سيناريوهات محتملة للوضع بعد الحرب على القطاع.[5]

## الإدارة والهيكل التنظيمي
يرأس هاني المصري إدارة المركز منذ 2011، وهو أحد مؤسِّسيه. ويتكوّن هيكل الحوكمة من «مجلس أمناء» و«مجلس إدارة» إضافةً إلى طاقم بحثي وإداري متخصص.

## التمويل والشراكات
أشار رصد لمؤسسة «NGO Monitor» (2017) إلى شراكات للمركز مع مبادرة إدارة الأزمات الفنلندية CMI ومجموعة Oxford Research Group في إطار دعم جهود المصالحة الوطنية.

## مكانة أكاديمية
تناولت رسائلُ ماجستير ودراساتٌ أكاديمية دور مراكز التفكير الفلسطينية، ومن بينها «مسارات»، في صياغة السياسات العامة للسلطة الوطنية الفلسطينية.

## وصلات خارجية
- الموقع الرسمي
- صفحة فيسبوك